# 矢口千博
矢口 千博（やぐち ちひろ、11月1日 - ）は、日本の女性声優。東京都出身。アイ・タクト所属。

## 人物
かつてはオフィスCHK、ウィングウェーヴに所属していた。

## 出演作品

### 吹き替え

#### 映画
- 沈黙の粛清（ケリー・グリーン〈ヘレナ・マットソン〉）
- すれ違いのダイアリーズ
- 怪しい彼女（スヨン）
- マッド・マックス（フィン）
- ミスターピッグ(ルーカス、パヨの妹)
- THE DROP（ウエイトレス）
- A GOOD MARRIAGE(ペトラ・アンダーソン)

#### テレビドラマ
- Ｂｉｔｔｅｎ -わたしを愛した狼-（レイチェル〈ゲネル・ウィリアムズ〉）
- ゴーティマー・ギボン〜ふしぎな日常〜（スタンリー）
- 僕らのイケメン青果店（ハン・テイン〈イ・セヨン〉）
- ロマンスタウン（チョン・ダギョム）
- ゴースト 天国からのささやき
- Dr.HOUSE

#### アニメ
- みつばちマーヤ（ザップ）
- せんすいかんウーリー（ボブシー）
- しまじろうのわお!（2016年）